# Communauté de communes des Vallées du Haut-Anjou
Die Communauté de communes des Vallées du Haut-Anjou ist ein französischer Gemeindeverband mit der Rechtsform einer Communauté de communes im Département Maine-et-Loire in der Region Pays de la Loire. Sie wurde am 16. Dezember 2016 gegründet und umfasst 15 Gemeinden (Stand: 1. Januar 2024). Der Verwaltungssitz befindet sich im Ort Le Lion-d’Angers.

## Historische Entwicklung
Der Gemeindeverband entstand mit Wirkung vom 1. Januar 2017 durch die Fusion der Vorgängerorganisationen
- Communauté de communes du Haut Anjou,
- Communauté de communes de la Région du Lion-d’Angers sowie
- Communauté de communes Ouest Anjou

unter gleichzeitiger Bildung der Communes nouvelles Les Hauts d’Anjou und Val d’Erdre-Auxence.
Mit Wirkung vom 1. Januar 2019 gingen die ehemalige Gemeinde Châteauneuf-sur-Sarthe und die ehemalige Commune nouvelle Les Hauts d’Anjou in der Commune nouvelle Les Hauts-d’Anjou auf. Dadurch verringerte sich die Anzahl der Mitgliedsgemeinden auf 16.
Mit Wirkung vom 1. Januar 2024 ging die ehemalige Gemeinde Saint-Sigismond in der Commune nouvelle Ingrandes-Le-Fresne-sur-Loire auf. Dadurch verringerte sich die Anzahl der Mitgliedsgemeinden auf 15.

## Mitgliedsgemeinden
| Gemeinde                                         | Einwohner 1. Januar 2022 | Fläche km² | Dichte Einw./km² | Code INSEE | Postleitzahl |
| ------------------------------------------------ | ------------------------ | ---------- | ---------------- | ---------- | ------------ |
| Bécon-les-Granits                                | 2.781                    | 46,17      | 60               | 49026      | 49370        |
| Chambellay                                       | 409                      | 12,86      | 32               | 49064      | 49220        |
| Chenillé-Champteussé                             | 341                      | 16,78      | 20               | 49067      | 49270, 49530 |
| Erdre-en-Anjou                                   | 5.784                    | 89,94      | 64               | 49367      | 49220, 49370 |
| Grez-Neuville                                    | 1.437                    | 26,90      | 53               | 49155      | 49220        |
| Juvardeil                                        | 828                      | 18,95      | 44               | 49170      | 49330        |
| La Jaille-Yvon                                   | 343                      | 12,55      | 27               | 49161      | 49220        |
| Le Lion-d’Angers                                 | 5.343                    | 47,74      | 112              | 49176      | 49220        |
| Les Hauts-d’Anjou                                | 8.712                    | 143,36     | 61               | 49080      | 49330        |
| Miré                                             | 1.050                    | 17,73      | 59               | 49205      | 49330        |
| Montreuil-sur-Maine                              | 792                      | 11,13      | 71               | 49217      | 49220        |
| Saint-Augustin-des-Bois                          | 1.283                    | 27,28      | 47               | 49266      | 49170        |
| Sceaux-d’Anjou                                   | 1.161                    | 17,18      | 68               | 49330      | 49330        |
| Thorigné-d’Anjou                                 | 1.238                    | 16,45      | 75               | 49344      | 49220        |
| Val d’Erdre-Auxence                              | 4.967                    | 130,24     | 38               | 49183      | 49370        |
| Communauté de communes des Vallées du Haut-Anjou | 36.469                   | 635,26     | 57               | –          | –            |